# Naturschutzgebiet Kalkbuchenwald Selschede

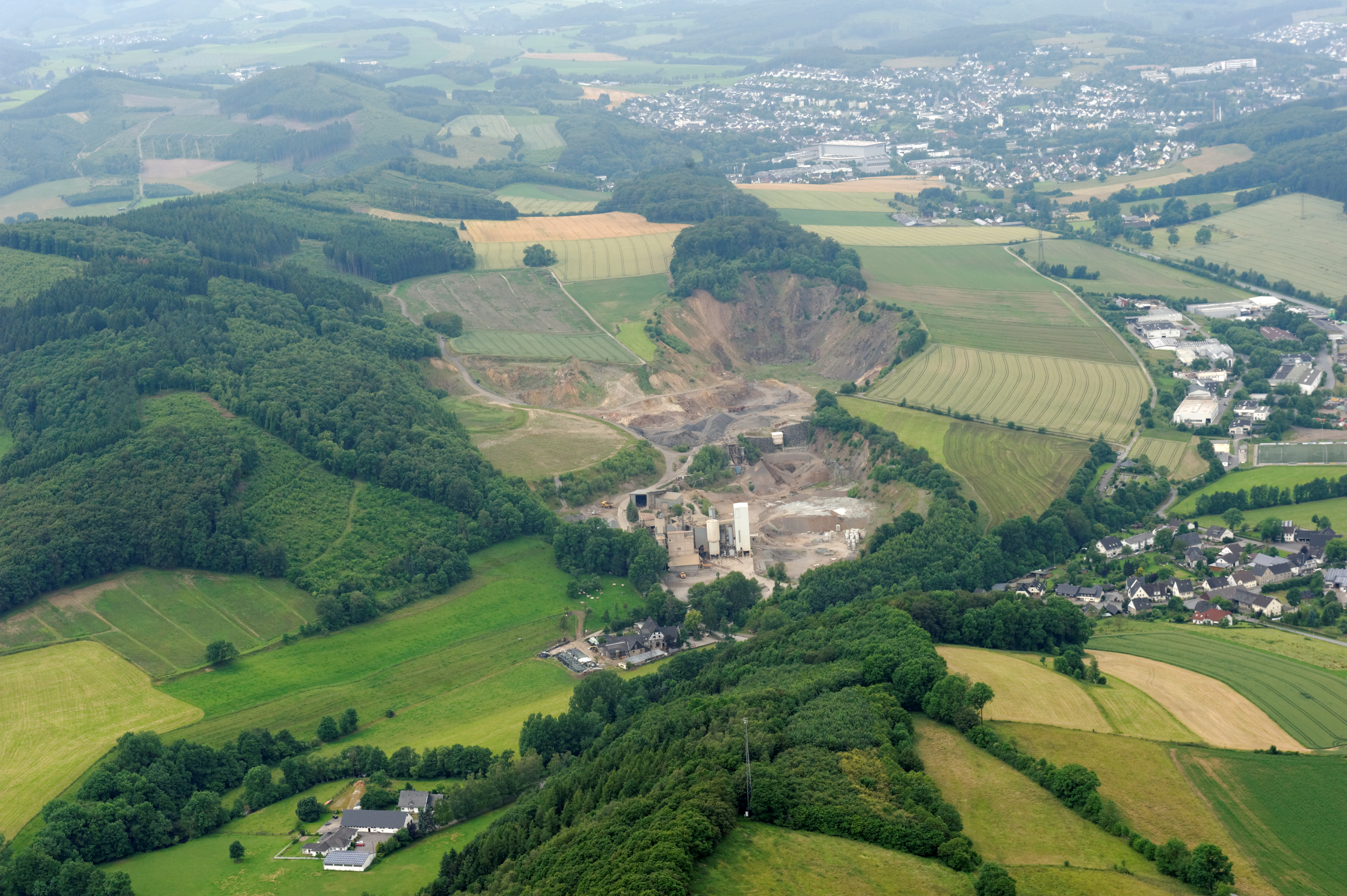
Naturschutzgebiet Kalkbuchenwald über Steinbruch

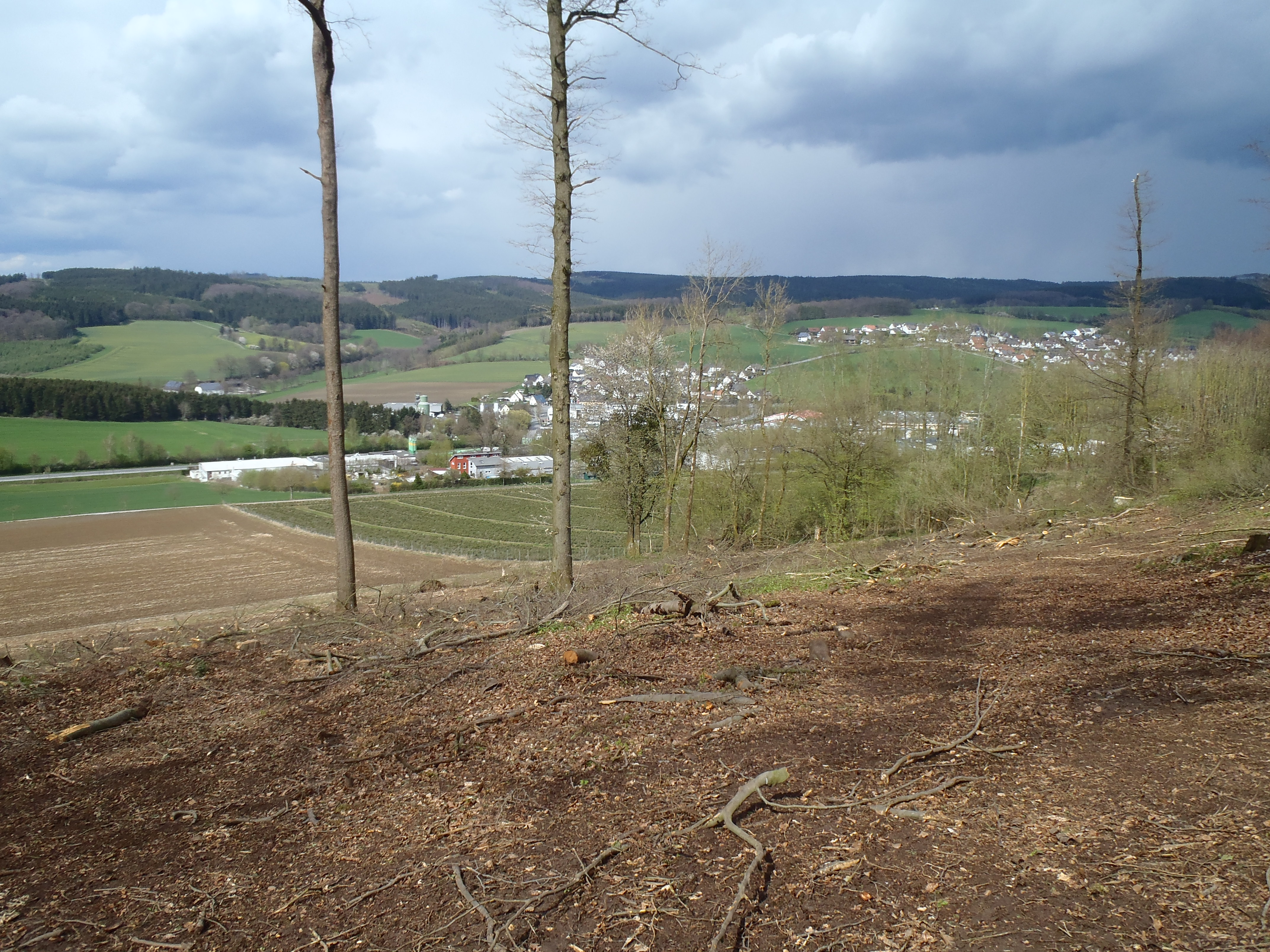
Naturschutzgebiet Kalkbuchenwald Selschede 2017 vor der Ausweisung

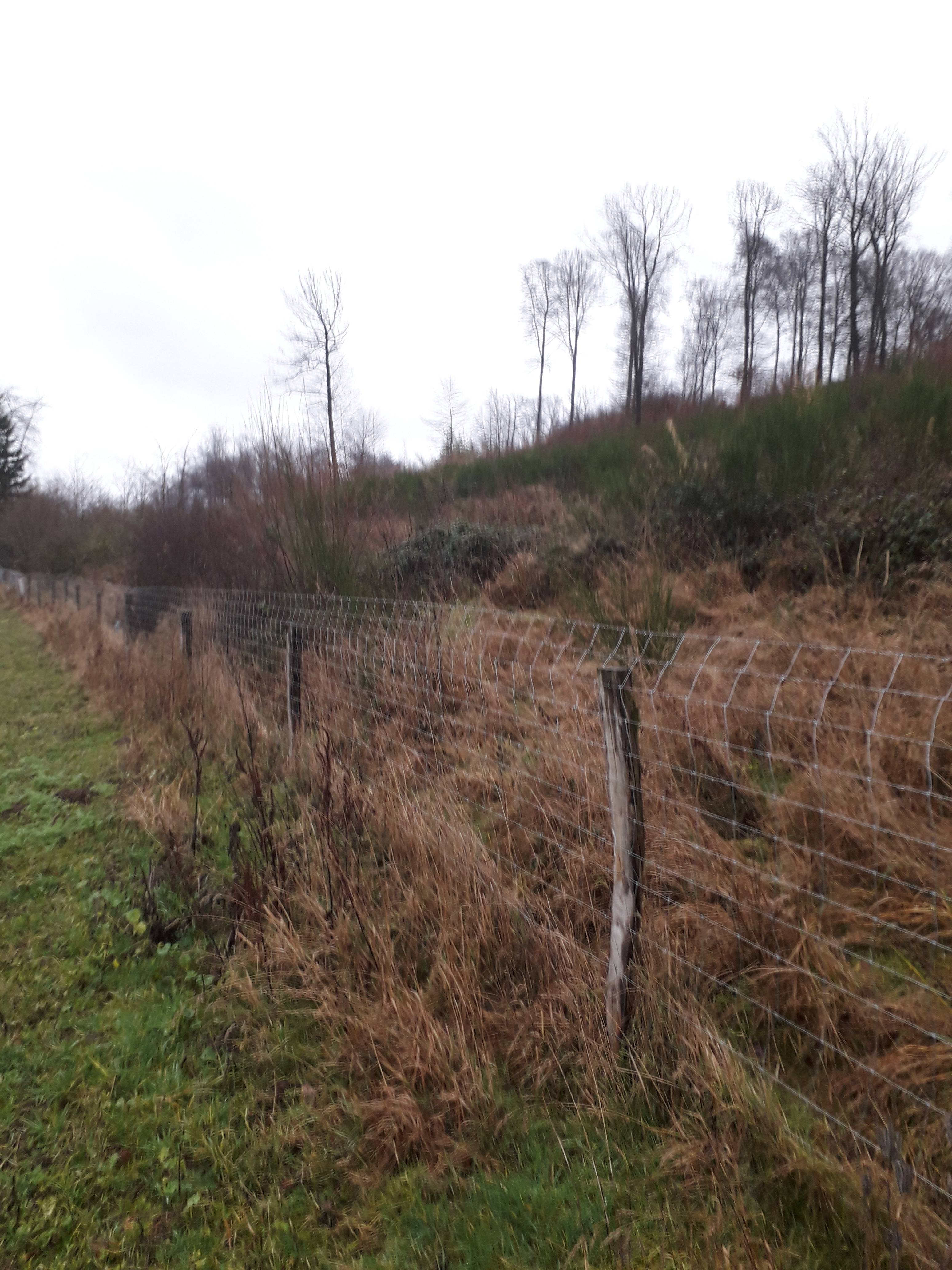
Bereich, welcher 2017 gerodet wurde, im Jahr 2020

Das Naturschutzgebiet Kalkbuchenwald Selschede mit 16,8 ha Flächengröße liegt südlich des Weilers Selschede bzw. westlich von Westenfeld im Stadtgebiet von Sundern und im Hochsauerlandkreis. Das Gebiet wurde 2019 mit dem Landschaftsplan Sundern durch den Kreistag des Hochsauerlandkreises als Naturschutzgebiet (NSG) ausgewiesen. Vorher war das Gebiet ohne Schutzausweisung und für die Erweiterung des Steinbruch Westenfeld vorgesehen. Im Osten grenzt das NSG direkt an den in Betrieb befindlichen Westenfelder Steinbruch. Im Westen geht das NSG bis fast zur Bebauung von Sundern-Oberröhre. Im Norden und Süden liegen meist Ackerflächen.

## Beschreibung
Beim NSG handelt es sich um einen Waldmeister-Buchenwald auf einem in Ost-West-Richtung langgestreckte Kalkbergrücken. Der Waldmeister-Buchenwald wird durch Fichtenbestände und eine Hochspannungsleitung in mehrere Teile gegliedert. Der Landschaftsplan führt zum Naturschutzgebiet aus: „Am nach Norden stärker abfallenden Gelände kommen lokal Altbuchen, Buchen-Totholz sowie Eichen vor. Die besonders artenreiche Krautschicht des Buchenwaldes ist dicht bis geschlossen ausgebildet. Vor allem auf der Bergkuppenlage bildet das gesellschaftscharakterisierende Perlgras einen geschlossenen Pflanzenteppich. Auch in den teilweise aufgelichteten Fichtenbeständen kommen sowohl randlich als auch im Bestandesinneren die typischen Arten des Waldmeister-Buchenwaldes vor und zeigen das ökologische Potential dieser Flächen an. Neben stellenweise flächig hervortretenden Felsrippen kommen noch ehemalige kleinere Abgrabungen sowie Geröllablagerungen im Gebiet vor. Einzelne Stechpalmen kommen im Wald vor und sind stark verbissen. Entlang der Grenze im Nordwesten wird der Waldrand auf langer Strecke durch eine breite, dichte artenreiche Hecke gebildet.“
Im NSG, welches zum Hellefelder Kalk gehört, wurde eine artenreiche Schneckenfauna nachgewiesen.
Der Steinbruch Westenfeld wird von Mineral Baustoff GmbH, Tochterfirma von Strabag, betrieben. Seit 1964 das Kalksteinvorkommen aus dem Karbon abgebaut.
Der Mineralienatlas listet für den Steinbruch mit Kalkstein, Radiolarit (auch Kieselschiefer) und dessen dunkle Varietät Lydit sowie Quarz-Gängen bisher folgende Mineralfunde auf: Allophan, Ankerit, Aragonit und dessen Varietät Eisenblüte, Aurichalcit, Baryt, Calcit, Chalkopyrit, Dolomit, Hämatit, Hemimorphit, Malachit, Pyrit, Quarz sowie dessen Varietäten Amethyst, Chalcedon und Eisenkiesel, Siderit sie das Eisenoxid-Gemenge Limonit und das als Wad bekannte Gemenge verschiedener weicher Manganoxide (Stand 2025). Die vom Hudson Institute of Mineralogy geführte Mineraldatenbank Mindat.org listet daneben noch Markasit und Milchquarz als weitere Funde.

## Einsatz des ehrenamtlichen Naturschutzes für NSG-Ausweisung
Der Kalkbuchenwald Selschede wurde im Herbst 2008 vom Hochsauerlandkreis auf Druck des ehrenamtlichen Naturschutzes, genauer des BUND-HSK und des Verein für Natur- und Vogelschutz im Hochsauerlandkreis, einstweilig als Naturschutzgebiet sichergestellt. Das Landesamt für Natur, Umwelt und Verbraucherschutz Nordrhein-Westfalen hatte zuvor dieses Gebiet als naturschutzwürdig eingestuft. Die Fläche sollte ursprünglich zur Steinbruch-Erweiterung des östlichen Steinbruchs genutzt werden. Im August 2016 lief die Sicherstellung, nach mehreren Verlängerungen, endgültig aus, da die maximale Zeit einer Sicherstellung überschritten war und die Neuaufstellung des Landschaftsplanes Sundern nicht in Kraft treten war. Ein Drittel der Östlichen Teilfläche des NSG wurde darauf gerodet und zum großen Teil mit Fichten angepflanzt. Kleine Bäume und die Bodenvegetation wurden in diesem Bereich mit schweren Forstmaschinen total zerstört bzw. gemulcht.

## Schutzzweck
Laut Landschaftsplan erfolgte die Ausweisung zum:
- „Schutz, Erhaltung und Optimierung eines artenreichen Kalkbuchenwaldes mit teils anstehendem Fels und seinen Lebensgemeinschaften.“
- „Das NSG dient auch der nachhaltigen Sicherung von Vorkommen seltener Tier- und Pflanzenarten.“[1]

## Gebot für NSG
Für das NSG wurde das Gebot festgeschrieben, dass die Wiederausdehnung des Laubwaldes auf das gesamte NSG unter Zahlung eines angemessenen Ausgleichs erfolgt.